# Cork
Denna artikel handlar om den irländska staden Cork. För grevskapet se Cork (grevskap). För den tyska orten Kork i Baden-Würtemberg, se Kork, Tyskland

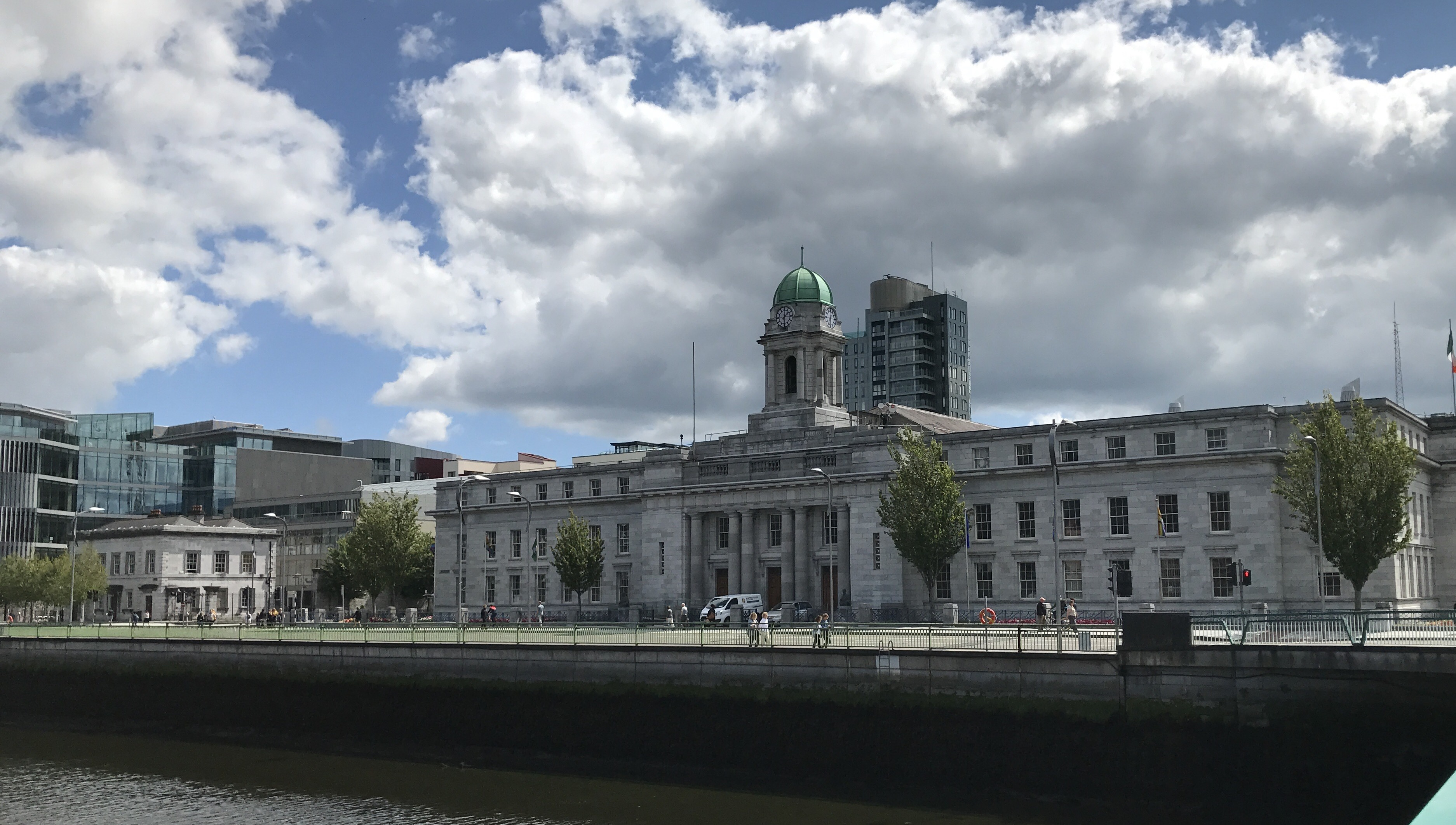
Cork City Hall

Corks stadsvapen

Cork (iriska: Corcaigh) är en stad på Irland och är Republiken Irlands näst största stad med 123 000 invånare (2002) i centralorten och 186 000 invånare (2002) i storstadsområdet. Staden är belägen i södra delen av landet i provinsen Munster. Från Cork går motorväg till bland annat Dublin och staden trafikeras av den internationella flygplatsen Cork Airport.
Stadskärnan ligger likt Île de la Cité i Paris på en holme mellan två flodarmar av floden Lee, som mynnar ut i Corks hamn vilken är en av världens största naturhamnar. Hamnen är också hemmahamn för den irländska marinen. Vid enstaka tillfällen har späckhuggare och andra delfinarter siktats i floden, någon gång också mindre hajar. Den allra äldsta gatan heter Barrack Street, där spelades filmen "Angela's ashes" delvis in. Cork är också en universitetsstad.
Staden har ett rikt socialt liv med många evenemang som till exempel en årlig filmfestival, jazzmusikfestival, Irish dancing och körsång samt ett nöjesliv med diskotek, nattklubbar och traditionellt irländskt publiv. I stadens omgivningar finns även möjlighet till ridning, golf, cykling, tennis, segling, vindsurfning, paddling och fiske.
Cork är sedan 1980 hemvist för dataföretaget Apples irländska huvudkontor, med flera tusen anställda.